# 大橋学園高等学校

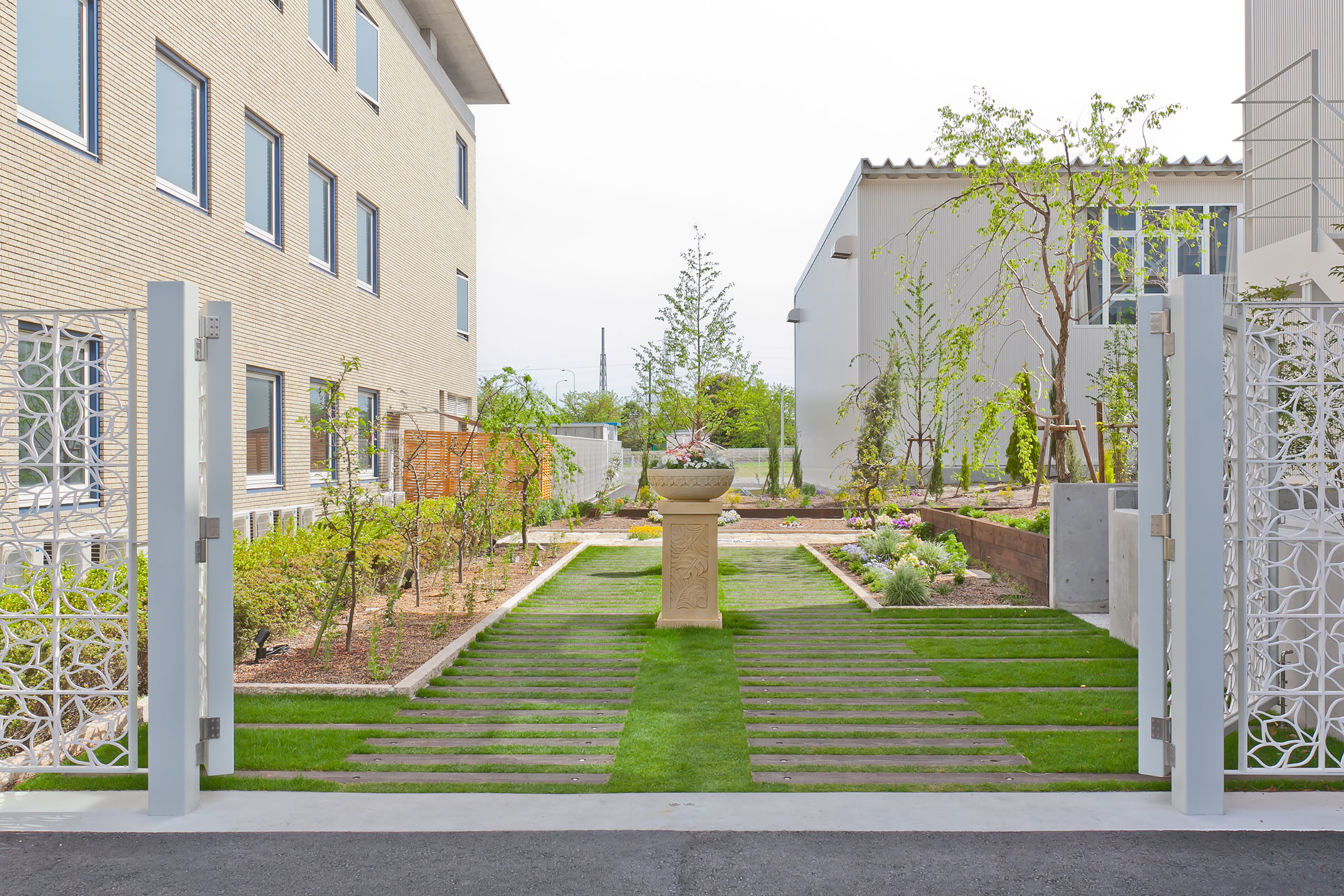

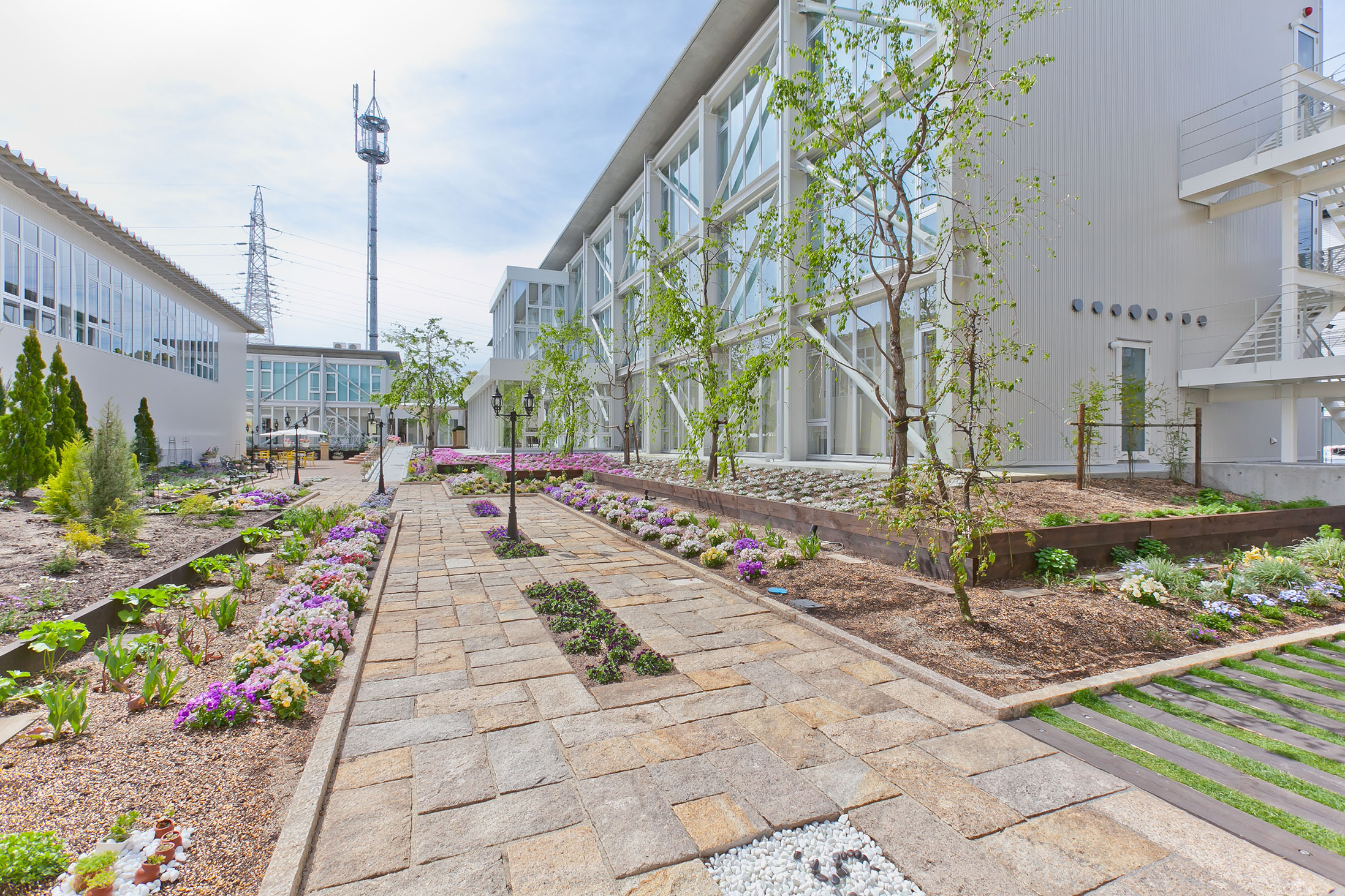

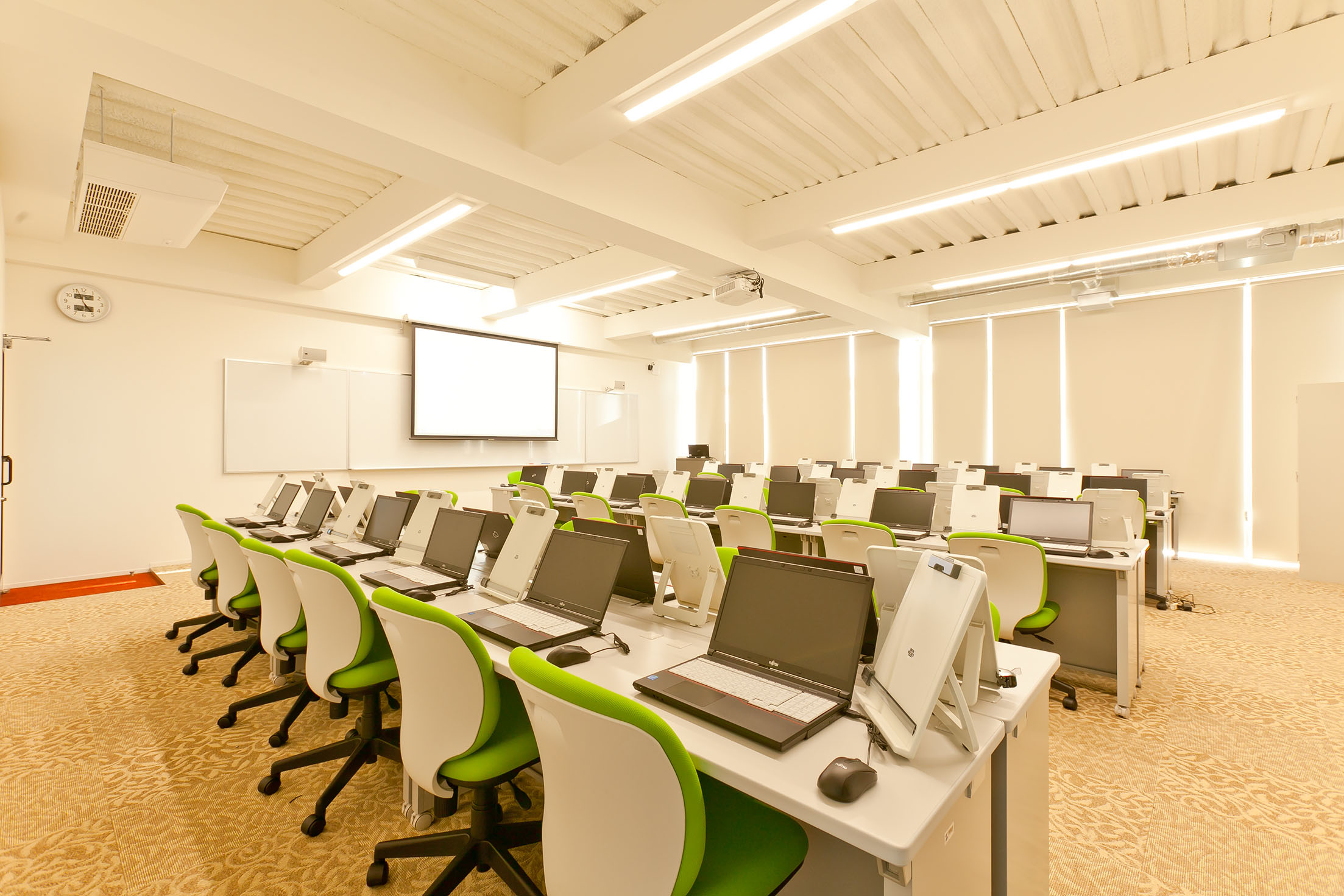

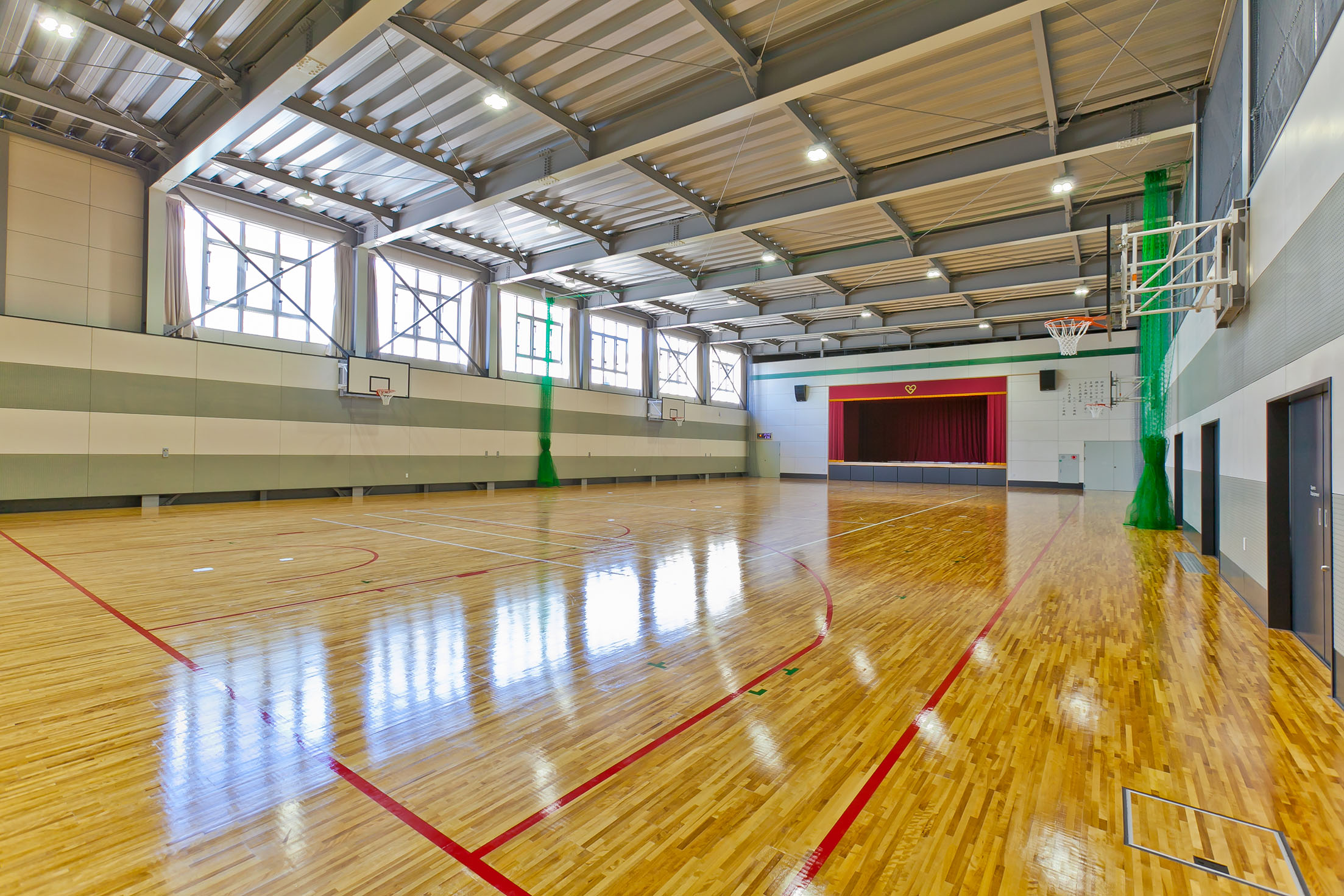

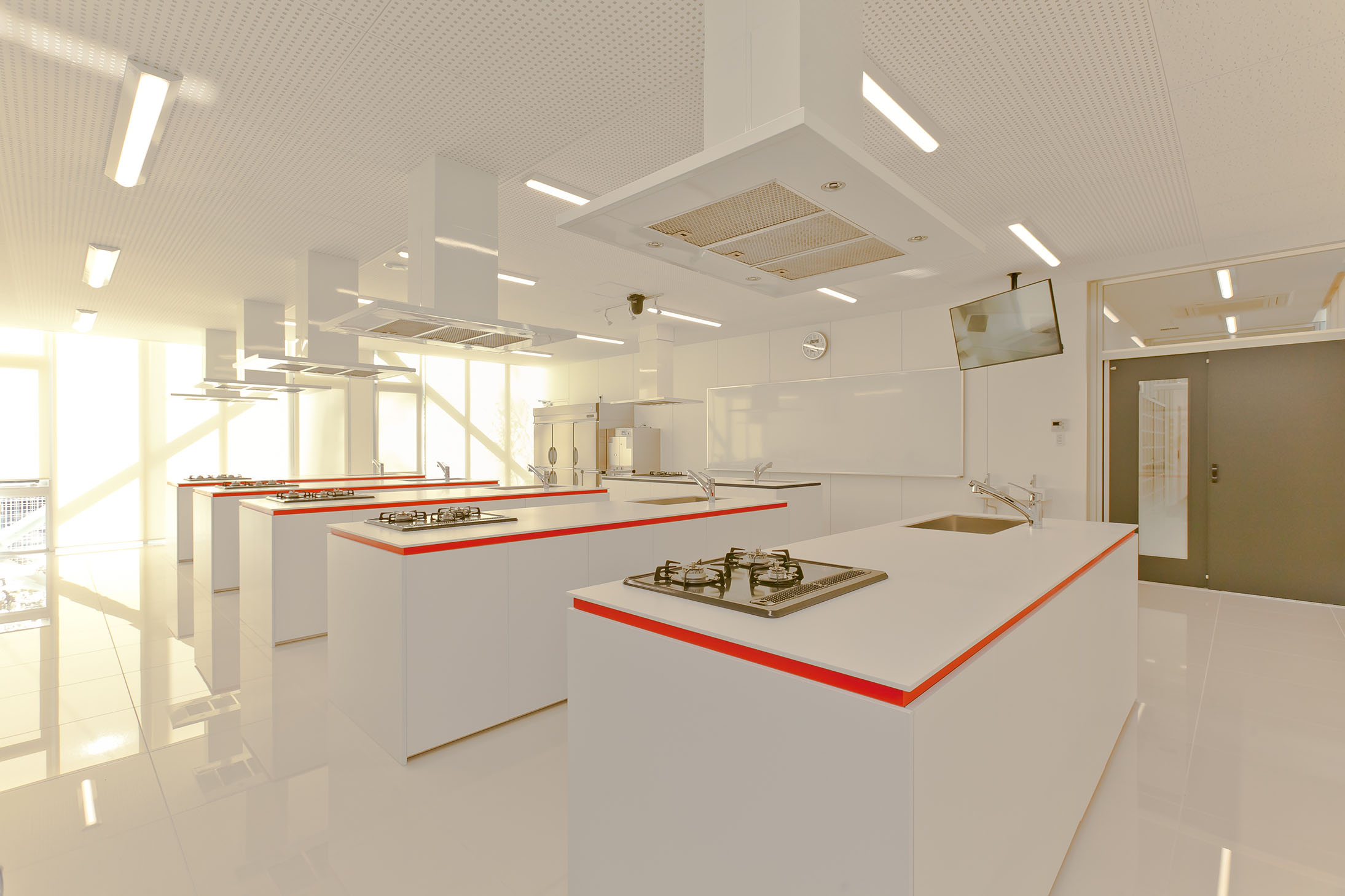

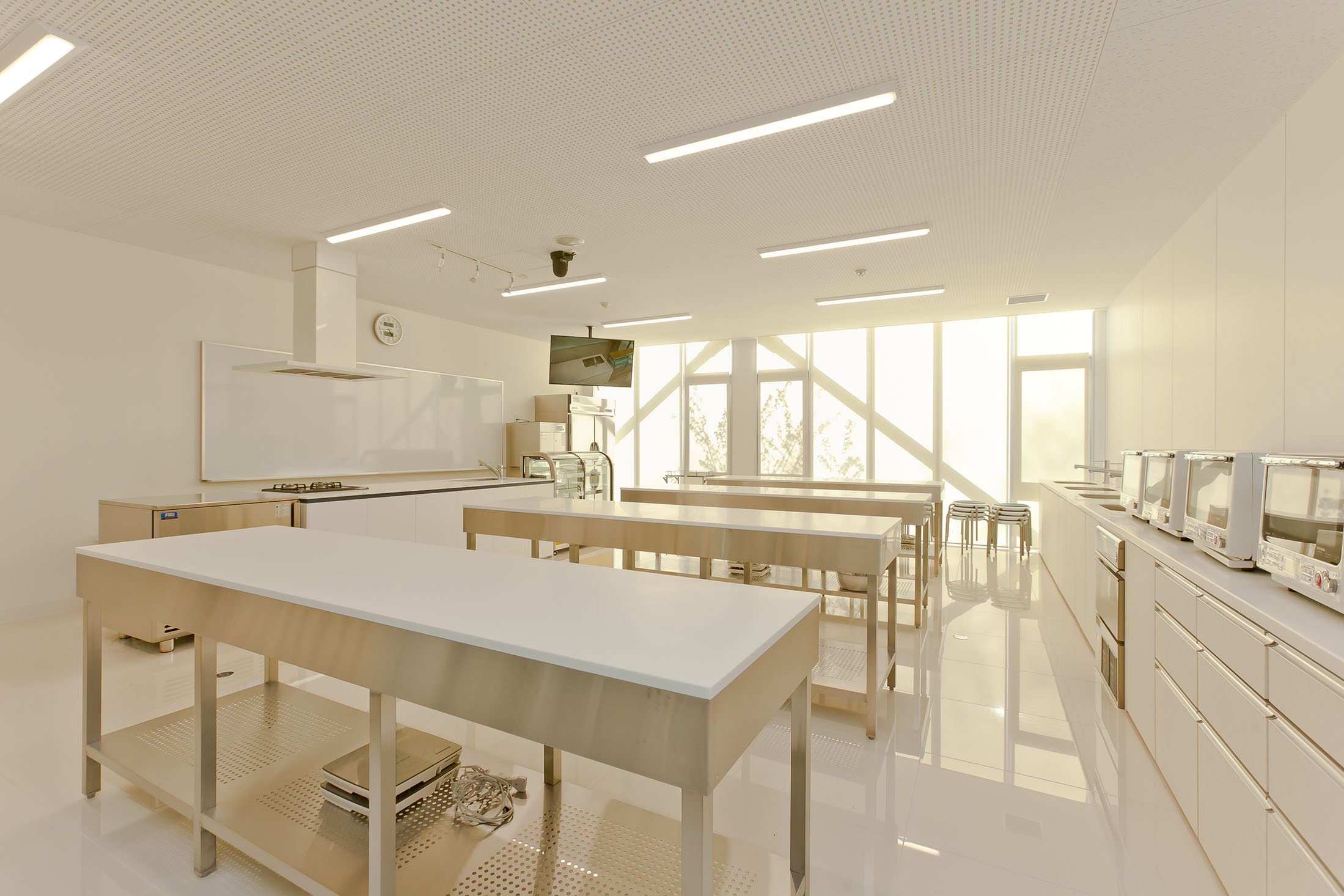

大橋学園高等学校（おおはしがくえん こうとうがっこう）は、三重県四日市市にある私立の高等学校。

## 沿革
- 1946年（昭和21年） - 塩浜文化服装学院設立。
- 1952年（昭和27年） - 学校法人大橋学園認可。
- 1995年（平成7年） - 大橋学園高等学校開校（四日市市南浜田）。
- 2016年（平成28年） - 大橋学園高等学校移転（四日市市塩浜）。
- 2017年（平成29年） - 法人名を「大橋学園」から「みえ大橋学園」に変更。
- 2020年（令和2年） - 明聡の森完成。

## 施設
「普通棟校舎」「実習棟校舎」「体育館」「運動場（野球場）」「小運動場」「運動場」「明聡の森」

## 全日コースの特徴
普通科の学習に加え、様々な教養を学習できる時間割を設けている。

### 2020年（令和2年）1月
|        | 授業スタイル      | 月                                               | 火                                               | 水                                               | 木                                               | 金                                               |
| ------ | ----------------- | ------------------------------------------------ | ------------------------------------------------ | ------------------------------------------------ | ------------------------------------------------ | ------------------------------------------------ |
| 午前   | 高卒資格 取得学習 | 高卒資格（普通科）に必要な学習を行う             | 高卒資格（普通科）に必要な学習を行う             | 高卒資格（普通科）に必要な学習を行う             | 高卒資格（普通科）に必要な学習を行う             | 高卒資格（普通科）に必要な学習を行う             |
| 午後   | 総合教養 タイム   | モノづくり                                       | 情報                                             | 被服                                             | 硬筆                                             | 情報                                             |
| 午後   | 総合教養 タイム   | 製菓                                             | 福祉                                             | 理科                                             | 総合体育                                         | デザイン（ネイル）                               |
| 午後   | 総合教養 タイム   | 保育                                             | デザイン                                         | 地歴                                             | デザイン                                         | 英語コミュニ ケーション                          |
| 午後   | 総合教養 タイム   | 理美容                                           | 数学                                             | 調理                                             | 福祉                                             | メイク                                           |
| 午後   | 総合教養 タイム   | 国語                                             | 特別校内研修                                     | 公民                                             | 特別校外研修                                     | 人間形成                                         |
| 放課後 | チャレンジ タイム | 資格取得対策講座またはクラブ活動・校外研修・補習 | 資格取得対策講座またはクラブ活動・校外研修・補習 | 資格取得対策講座またはクラブ活動・校外研修・補習 | 資格取得対策講座またはクラブ活動・校外研修・補習 | 資格取得対策講座またはクラブ活動・校外研修・補習 |

### 総合教養タイム
それぞれの分野を総合的に学習していく。また選択することが可能な分野もある。

### 人間形成
人権学習を中心に、社会生活を豊かに営むために必要な知識・考え方・資質を高めてく。

### 特別校外・校内研修
その他の分野として、医療・ペット関係・美容などの分野を校外で学ぶ。

## 主な進路実績

### 四年制大学
- 明治大学
- 日本大学
- 関西大学
- 立命館大学
- 近畿大学
- 龍谷大学
- 京都産業大学
- 中京大学
- 皇學館大学
- 鈴鹿医療科学大学
- 日本福祉大学
- 名古屋外国語大学
- 愛知学院大学

### 短期大学
- ユマニテク短期大学
- 愛知学泉短期大学
- 愛知文教女子短期大学
- 名古屋文化短期大学
- 名古屋文理短期大学
- 三重短期大学
- 高田短期大学

### 専門学校
- ユマニテク医療福祉大学校
- ユマニテク看護助産専門学校
- ユマニテク調理製菓専門学校
- 名古屋ユマニテク歯科衛生専門学校
- 名古屋ユマニテク調理製菓専門学校
- 四日市医師会看護専門学校
- 名古屋工学院専門学校
- 専門学校HAL名古屋
- トライデントコンピュータ専門学校

### 企業など
- NTN三重製作所
- トヨタ車体
- ジェイエムティコーポレーション
- 内外製粉
- ヤマナカ
- 郵便局
- 都ホテル
- 東洋食品

## 部活動など

### 運動部
- 男子バレーボール部
- 女子バレーボール部
- 男子卓球部
- 女子卓球部
- 軟式野球部
- 男子バスケットボール部
- 女子バスケットボール部
- サッカー部
- ダンス部

### 文化部
- 美術部
- 写真部
- 軽音楽部
- eスポーツ部

### 生徒委員会
- 体育委員会
- 美化委員会
- ボランティア委員会

## 主な行事予定
- 入学式
- 遠足
- インターンシップ説明会
- スポーツ・レクリエーション大会
- 大学指定校入試説明会
- 文化祭
- 修学旅行
- 卒業式

## 最寄り駅
- 近鉄名古屋線 塩浜駅より徒歩で約10分。
- JR関西本線 南四日市駅より徒歩で約30分、自転車で約10分。

## 公式ホームページ
- 公式HP
- みえ大橋学園

## 姉妹校
- 姉妹校：「ユマニテク看護助産専門学校」「ユマニテク医療福祉大学校」「ユマニテク調理製菓専門学校」
- 関連施設：「ユマニテクプラザ」「教育センターテクテクノグローバル」
- 連携校：「ユマニテク短期大学」「名古屋ユマニテク歯科衛生専門学校」「名古屋ユマニテク調理製菓専門学校」
- 以前の連携校：「大橋学園高等専修学校」

## 関係施設
- 社会福祉法人　風薫会
- 大橋学園
- 三重県私学協会